# Bill & Ted Face the Music
Bill & Ted Face the Music (bra: Bill & Ted: Encare a Música; prt: Bill & Ted Salvam o Universo) é um filme americano lançado em 2020, dirigido por Dean Parisot e escrito por Chris Matheson e Ed Solomon. É o terceiro filme da franquia, sendo a sequência de Bill & Ted's Excellent Adventure (1989) e Bill & Ted's Bogus Journey (1991). Os atores Alex Winter, Keanu Reeves e William Sadler reprisam os personagens originais de Bill, Ted e Morte, respectivamente. Embora o roteiro do filme tenha sido definido desde 2010, houve dificuldade em encontrar uma distribuidora que apoiasse a produção. Em maio de 2018, um acordo foi realizado e o filme entrou em pré-produção, com as filmagens iniciando oficialmente em 1º de julho de 2019.

## Premissa
Com a monótona vida da meia-idade, William "Bill" Preston e Theodore "Ted" Logan são alertados por um visitante do futuro sobre a necessidade de criar uma música que salvará todo o universo. Com isso, os dois passam a trabalhar com suas famílias, velhos amigos e músicos famosos para concluir a tarefa.

## Elenco
- Alex Winter como William "Bill" S. Preston
- Keanu Reeves como Theodore "Ted" Logan
- William Sadler como Morte
- Brigette Lundy-Paine como Billie Logan, filha de Ted e Elizabeth
- Samara Weaving como Thea Preston, filha de Bill e Joanna
- Camila Cabello como Brittany Logan, esposa de diácono Logan
- Anthony Carrigan como antagonista
- Kid Cudi como ele mesmo
- Dave Grohl como ele mesmo (participação especial)
- Jillian Bell como Dra. Taylor Wood
- Hal Landon Jr. como Capitão Jonathan Logan, pai de Ted
- Amy Stoch como Missy Preston, madrasta de Bill
- Jayma Mays como Princesa Joanna Preston, esposa de Bill
- Erinn Hayes como Princess Elizabeth Logan, esposa de Ted
- Beck Bennett como Deacon Logan, irmão de Ted
- Holland Taylor como O Grande Líder, o ser mais poderoso do universo
- Kristen Schaal como Kelly, mensageira do futuro (filha de Rufus)
- George Carlin como Rufus (através de filmagem antiga, tendo em vista que o ator já é falecido)
- Kelly Carlin como seguidora de Kelly (Schaal) (cameo)

## Recepção
Bill & Ted Face the Music tem 82% de aprovação, baseado em 248 análises, no site Rotten Tomatoes.